# Coudoulous (Lot)
Pour les articles homonymes, voir Coudoulous (homonymie).
Ne doit pas être confondu avec Coudoulous (Lozère).
Le site préhistorique de Coudoulous se trouve à la confluence du Lot et du Célé, au cœur du Quercy, sur la commune de Tour-de-Faure, à une trentaine de kilomètres à l'est de Cahors (Lot). Il comprend deux principaux gisements préhistoriques et paléontologiques en contexte karstique, Coudoulous I et Coudoulous II, dont les séquences cumulées couvrent la fin du Pléistocène moyen et une partie du Pléistocène supérieur.

## Historique
Le site a été découvert et en partie détruit dans les années 1960 par d'importants travaux réalisés par son propriétaire afin d'aménager une grotte voisine en vue de son ouverture au public. Identifié en 1966 par G. Maury, le site fit l'objet de campagnes de fouilles de sauvetage dirigées par J. Clottes et E. Bonifay de 1978 à 1980. De nouveaux travaux de terrain furent entrepris de 1992 à 2003 sous la direction de Jacques Jaubert (Coudoulous I) et J.-Ph. Brugal (Coudoulous II). Ces travaux ont fait l'objet de  préliminaires et différentes publications interdisciplinaires sont en cours d'élaboration.

## Coudoulous I

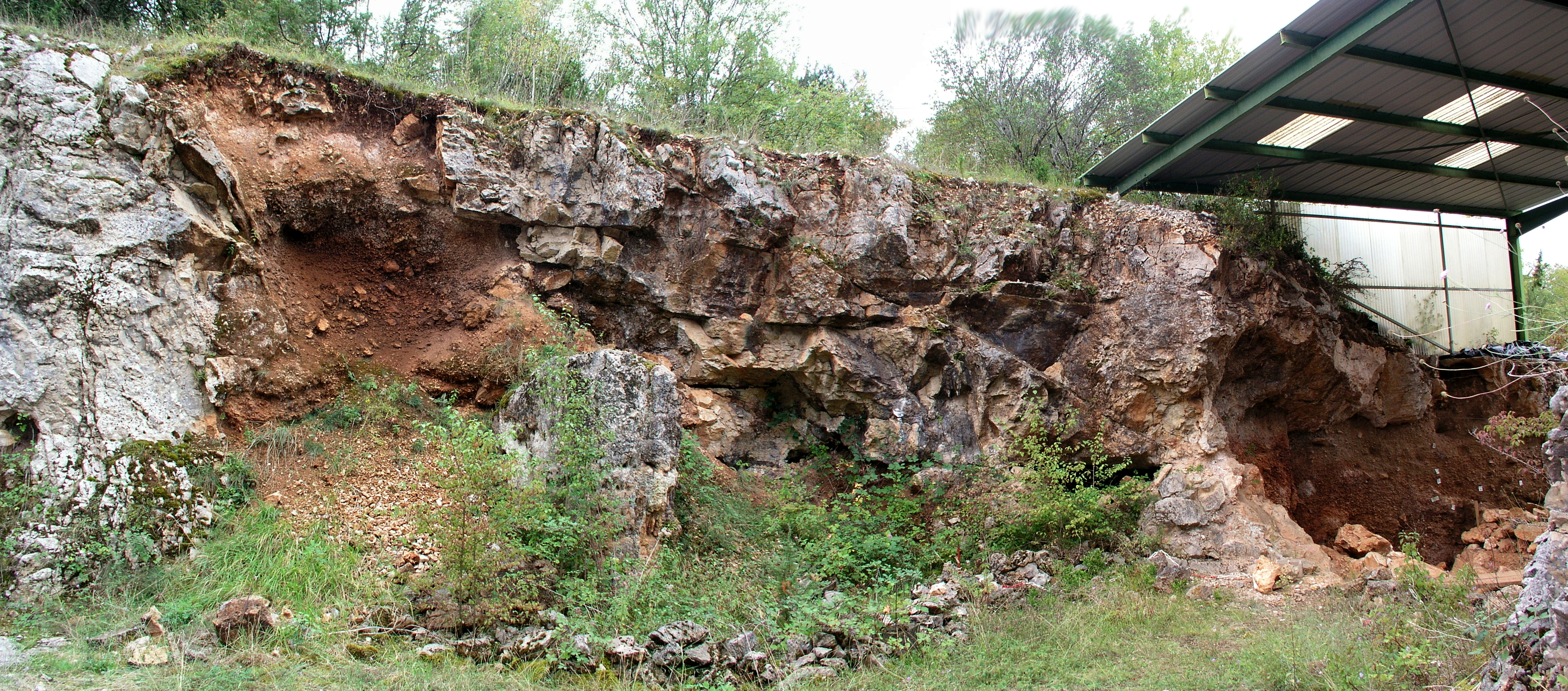
Le site de Coudoulous I correspond à une ancienne grotte au toit effondré dont la coupe est observable depuis une tranchée artificielle.

Coudoulous I est une ancienne grotte d'une quinzaine de mètres de diamètre, dont le plafond s'est effondré au cours du Pléistocène moyen, la transformant ainsi en grotte-aven ouverte sur le milieu extérieur. D'importants dépôts sédimentaires, puissants d'une dizaine de mètres, permettent de reconstituer l'histoire complexe de son remplissage :
- les niveaux les plus anciens sont caractéristiques d'un fonctionnement karstique interne et comprennent des argiles surmontées de planchers stalagmitiques (OIS 7 ou 9 ?) ;
- Ensemble inférieur : un chaos de blocs et de dalles de grandes dimensions, accompagné des premiers restes fauniques et de quelques vestiges lithiques, traduit l'effondrement du plafond et l'ouverture de la cavité ;
- Ensemble moyen : la cavité se remplit par accumulation d'éléments détachés des parois (petits blocs anguleux) ou venus du plateau (terre et cailloux), jusqu'à former un cône qui va progressivement colmater l'aven. Cet ensemble est affecté par différents phénomènes de remaniement (solifluxion, soutirage) liés notamment à des épisodes climatiques particulièrement rigoureux (périodes glaciaires) (OIS 6).
- Ensemble supérieur : un retour à des conditions climatiques plus clémentes s'est traduit par la formation d'un petit plancher stalagmitique au sommet de la séquence (OIS 5), surmonté par des dépôts fins, éoliens et issus de solifluxions marquant un retour du froid (OIS 4 à 2), puis par le sol actuel.

Les premiers indices anthropiques (ensemble inférieur) sont constitués par quelques galets taillés et quelques éclats en matériaux locaux issus des formations alluviales du Lot (quartz, quartzite, basalte). Ils sont interprétés comme des indices de fréquentation de la cavité pour acquérir des ressources carnées auprès des grands mammifères tombés accidentellement dans l'aven (charognage actif). La cavité est alors fréquentée également par des Carnivores (loup, cuon, lynx, ours). Les Herbivores présents comprennent des Cervidés, des Caprinés, de grands Bovidés, des Équidés et des restes d'éléphant antique et de rares éléments de rhinocéros.
Le principal niveau d'occupation anthropique est la couche 4 (âge compris entre 130 et 200 000 ans), au sein de l'ensemble moyen. Il associe une abondante industrie lithique à de très nombreux restes de bisons, correspondant au minimum à plus de 200 individus. L'industrie est réalisée essentiellement sur quartz et quartzite mais comprend également quelques pièces en silex. Ce dernier a été débité selon la méthode Levallois et a permis de réaliser des outils retouchés caractéristiques du Moustérien. Quartz et quartzite ont été débités selon une méthode Discoïde unifaciale ou par débitage sur enclume pour produire des éclats le plus souvent utilisés bruts. Cet ensemble est interprété comme le résultat de l'utilisation de l'aven comme un piège naturel vers lequel auraient été dirigés les troupeaux de bisons. Il constitue l'une des preuves les plus solides de l'existence de sites spécialisés utilisés lors de chasses collectives saisonnières organisées par les Néandertaliens, en mettant à profit les caractéristiques topographiques et morphologiques d'un site.

## Coudoulous II
La grotte de Coudoulous II comporte un remplissage détritique d'environ 2,50 m d'épaisseur, formant un cône d'éboulis issu d'un orifice actuellement colmaté.
Le dépôt couvre une partie du Pléistocène supérieur et prend le relai du sommet de la séquence de Coudoulous I. Sa position chronologique a pu être précisée grâce à la présence de planchers stalagmitiques ponctuant la séquence et aux associations fauniques (OIS 4).
Ce site a essentiellement livré des restes paléontologiques, accumulés par piégeage naturel. Il s'agit notamment de cerf, de renne, de bison, de chamois, de bouquetin pour les Herbivores, de loup et d'hyène pour les Carnivores. Quelques rares vestiges lithiques semblent témoigner de la fréquentation occasionnelle de la cavité par les groupes humains, peut-être dans le cadre de charognage actif.